# Pseudophyllomimus
Pseudophyllomimus is een geslacht van rechtvleugeligen uit de familie sabelsprinkhanen (Tettigoniidae). De wetenschappelijke naam van dit geslacht is voor het eerst geldig gepubliceerd in 1924 door Karny.

## Soorten
Het geslacht Pseudophyllomimus  is monotypisch en omvat slechts de volgende soort:
- Pseudophyllomimus bruneri (Karny, 1924)